# Blackstad
Blackstad ist ein Ort (småort) und ein Kirchspiel in der Gemeinde Västervik in der schwedischen Provinz Kalmar län. 2015 lebten 141 Einwohner in Blackstad. Es gibt einen kleinen Lebensmittelladen, eine Schule, Frisör, Busverbindungen und ein Sägewerk.
Historisch wichtig war für Blackstad die indirekte Anbindung an die Schmalspureisenbahn Hultsfred–Västervik. Im sechs Kilometer entfernten Hummelstad legte ein Dampfboot an, das den Gütertransport nach Ankarsrum ermöglichte. Dies ermöglichte einigen Höfen weiter zu wachsen. Seit dem Umbau der Straße zwischen Vimmerby und Västervik verlor Blackstad deutlich an Bedeutung.